# Miradouro da Ponta da Barca

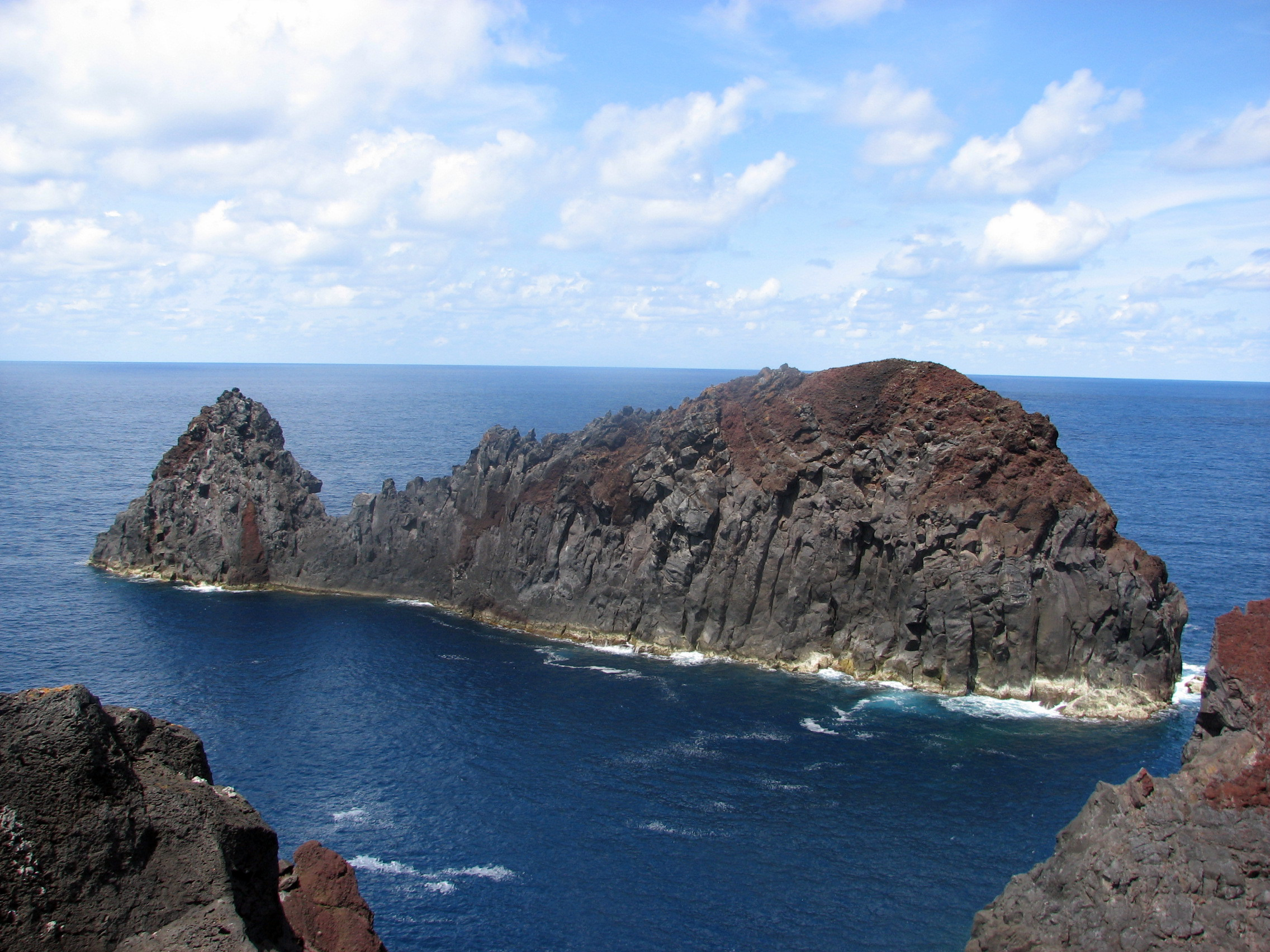
Formação geológica do Ilhéu da Baleia

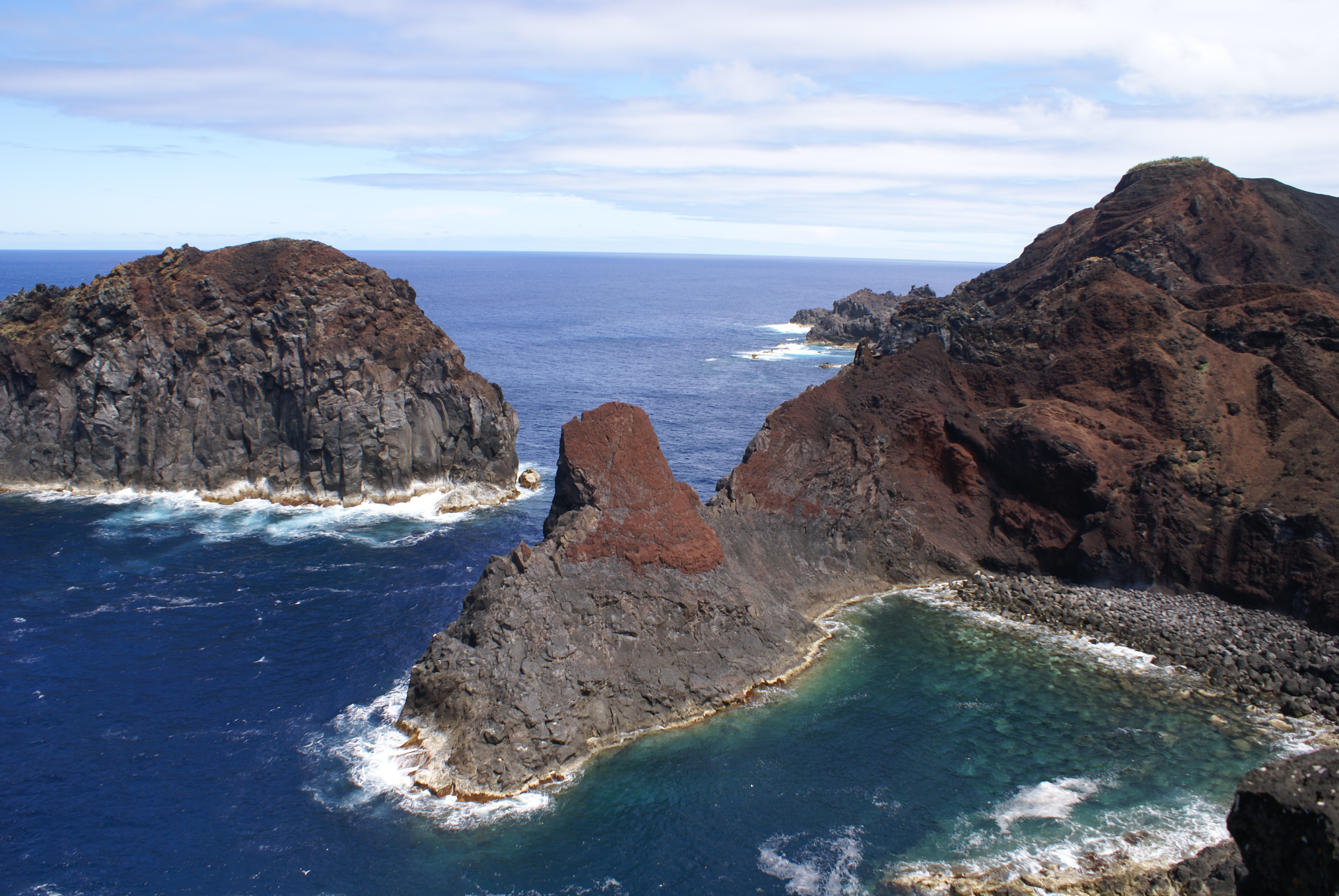
Baía da Ponta da Barca e ilhéu da Baleia, aspecto da costa.

O Miradouro da Ponta da Barca é um miradouro português localizado no concelho de Santa Cruz da Graciosa, ilha Graciosa, Açores.
Este mirante alojado na Ponta da Barca, dentro da IBA do Ilhéu da Baleia e da Baía da Ponta da Barca, junto da Baía da Ponta da Barca, do Farol da Ponta da Barca, praticamente sobre um precipício oferece uma vista em primeiro plano do Ilhéu da Baleia e sobre a orla costeira e sobre o mar que se estende até ao horizonte uma paisagem sem fim.